# Nephargynnis katarae
Nephargynnis katarae är en fjärilsart som beskrevs av John G. Coutsis. Nephargynnis katarae ingår i släktet Nephargynnis och familjen praktfjärilar. Inga underarter finns listade i Catalogue of Life.